# 温井景隆
温井 景隆（ぬくい かげたか）は、戦国時代から安土桃山時代にかけての武将。能登畠山氏の家臣。

## 略歴
藤原北家利仁流の温井氏は能登国の国人で、現在の輪島を領していた。
弘治元年（1555年）、祖父・温井総貞が主君・畠山義綱によって討たれると、温井一族は反乱を起こすが敗れて加賀国へ逃亡した。永禄9年（1566年）、義綱とその父・義続が重臣らによって追放されると帰参し、年寄衆に列して再び重臣となる。
天正5年（1577年）、上杉謙信の大軍に七尾城を囲まれると、遊佐続光と協力して親織田派の長続連らを殺害し、謙信に内応した。しかし謙信の死後、織田軍の侵攻に遭って能登を追われる。天正10年（1582年）、本能寺の変により織田信長が没すると、復権を目指して上杉景勝の支援のもと能登へ侵攻したが、佐久間盛政と前田利家の反撃に遭い、戦死した。（荒山合戦）